# Mastigodryas cliftoni
Mastigodryas cliftoni är en ormart som beskrevs av Hardy 1964. Mastigodryas cliftoni ingår i släktet Mastigodryas och familjen snokar. Inga underarter finns listade i Catalogue of Life.
Arten förekommer i Mexiko i delstaterna Nayarit, Sinaloa, Sonora, Durango, Jalisco och Zacatecas. Honor lägger ägg.